# Cosmorhoe lyncea
Cosmorhoe lyncea là một loài bướm đêm trong họ Geometridae.